# مگنا گراسیا
مگنا گراسیا (به لاتین: Magna Graecia)(به یونانی: Μεγάλη Ἑλλάς، Megálē Hellás) به لاتین به‌معنای «یونانِ بزرگ»، نام منطقه‌ای ساحلی در ایتالیای جنوبی در ناحیهٔ خلیج تارانتو است، که مهاجرنشینان یونانی به‌طور گسترده در آن سکنی گزیده بودند. این مهاجرنشینان از سدهٔ هشتم پیش از میلاد بر پایهٔ تمدن هلنی شکل گرفتند و تأثیر فرهنگی زیادی بر منطقه داشتند. بعداً در سدهٔ سوم پیش از میلاد در پی جنگ پیرهیک این منطقه در جمهوری روم جذب شد.

## نگارخانه

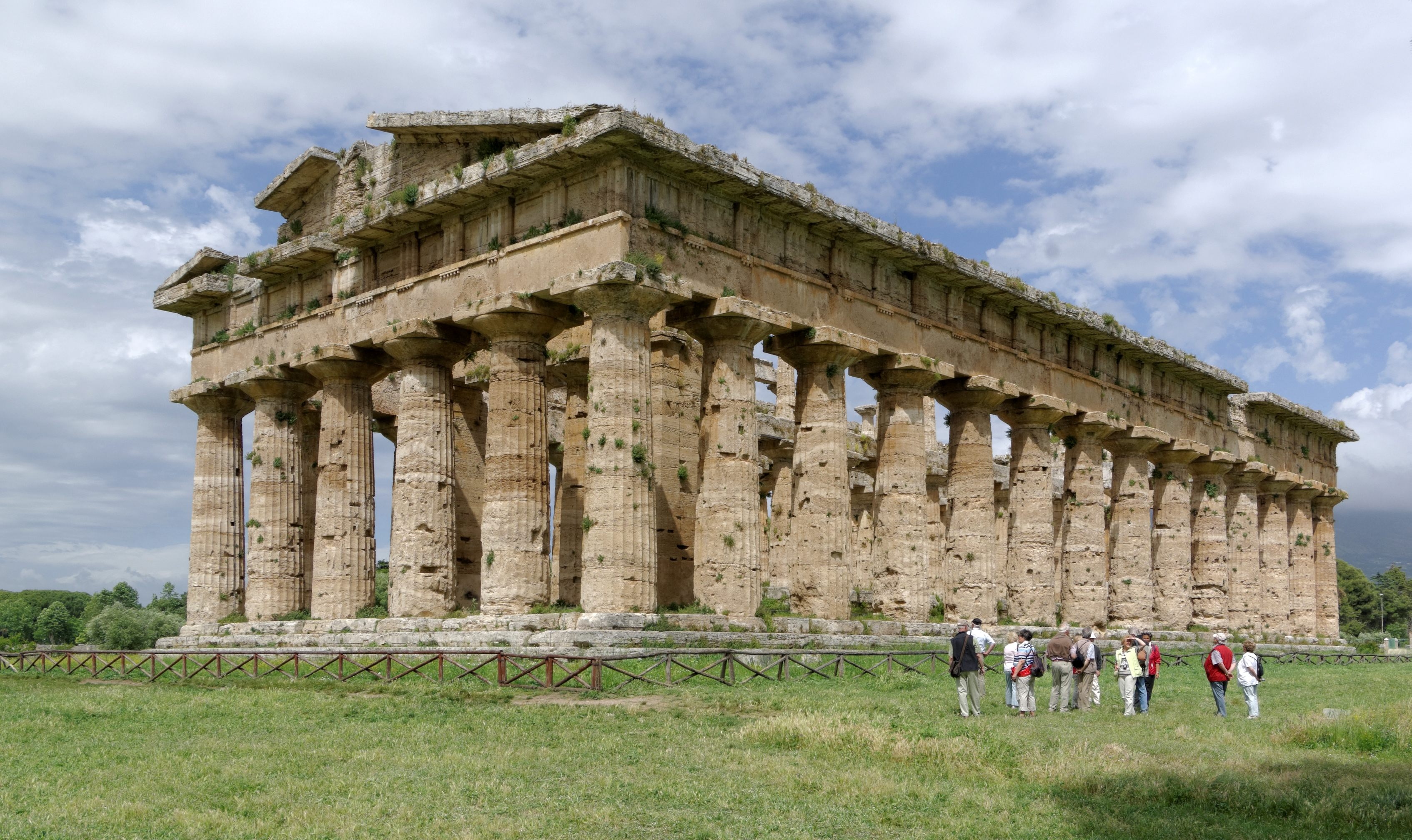
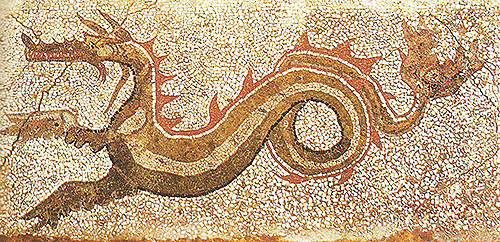
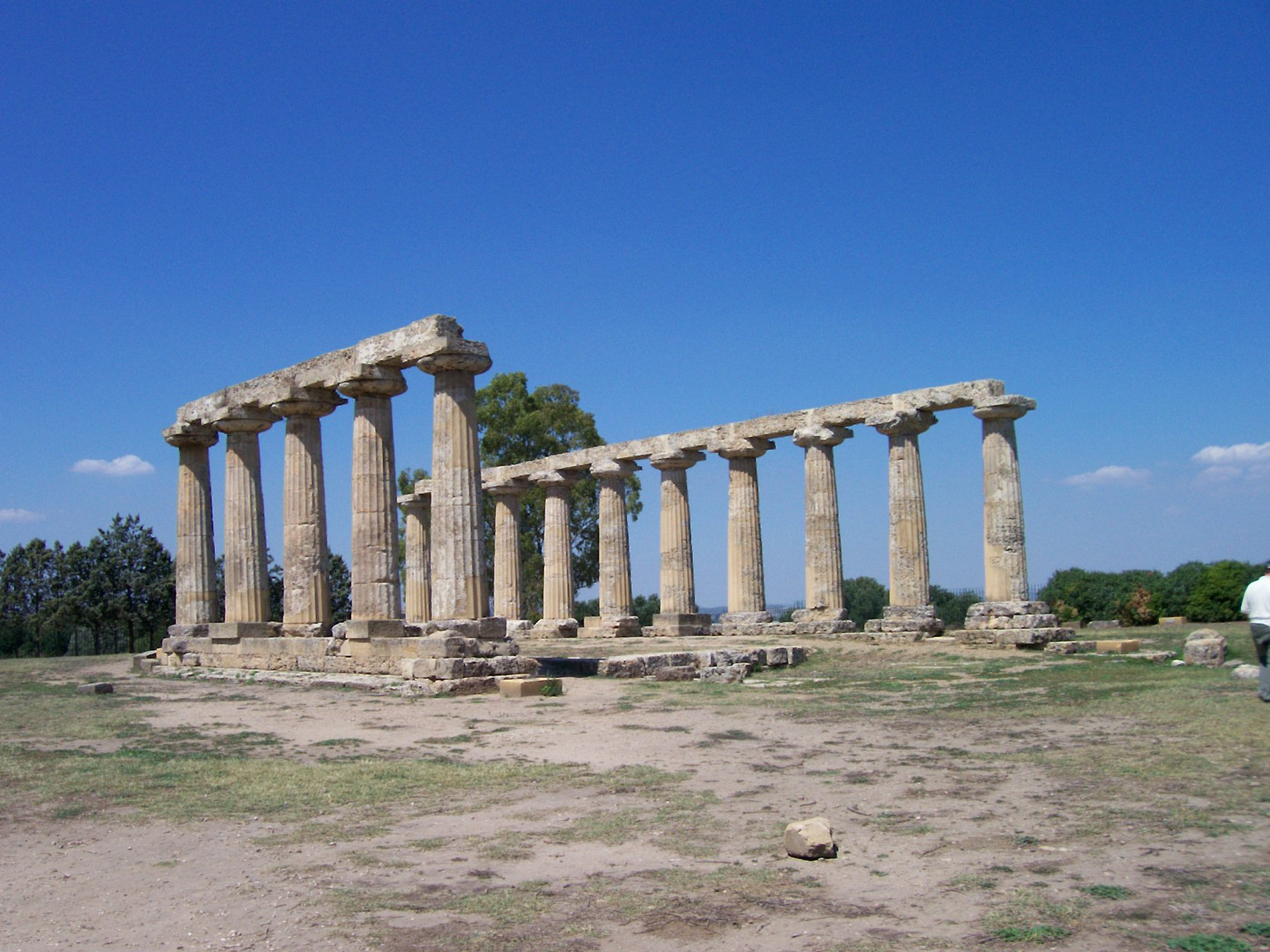
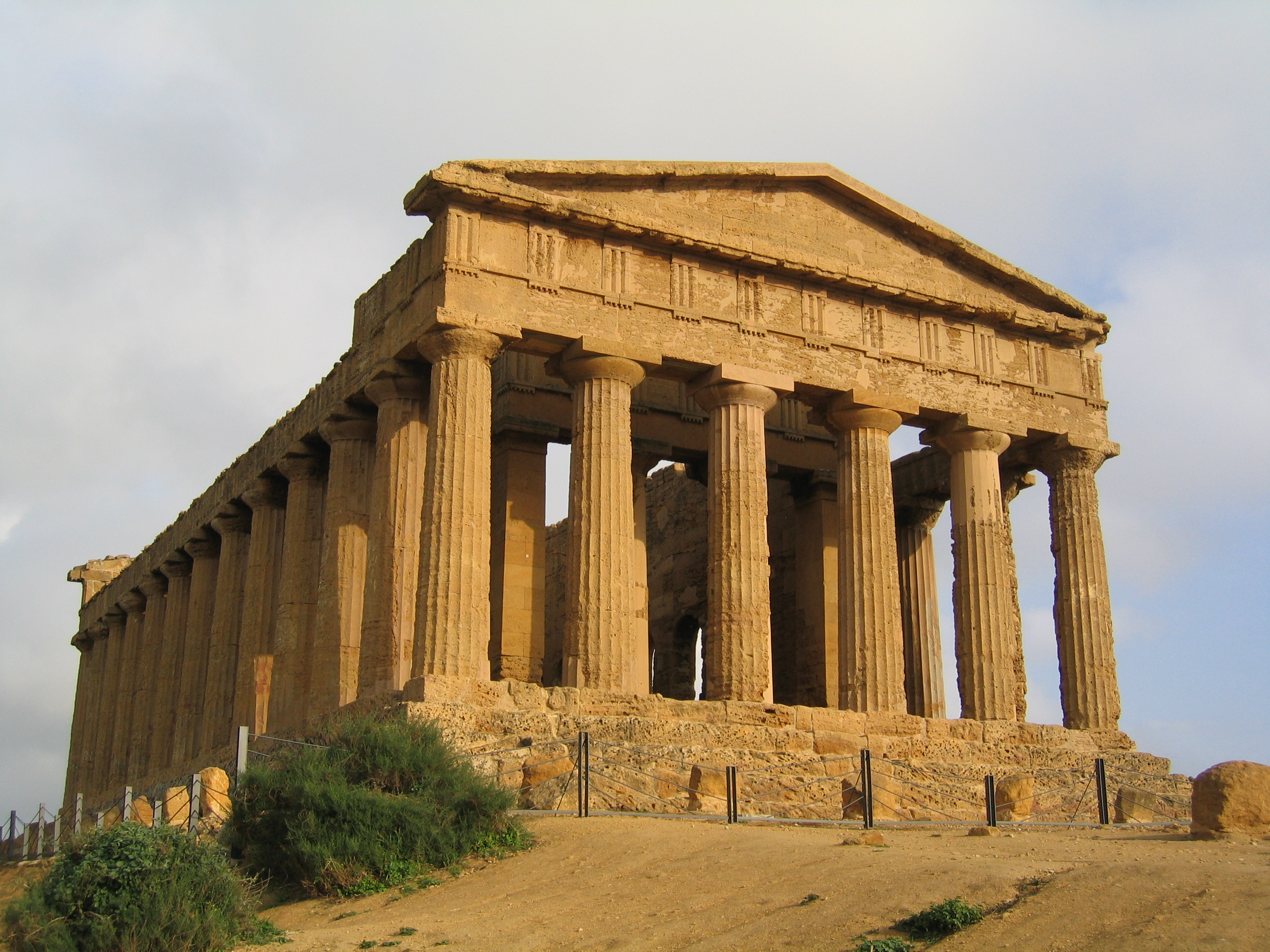
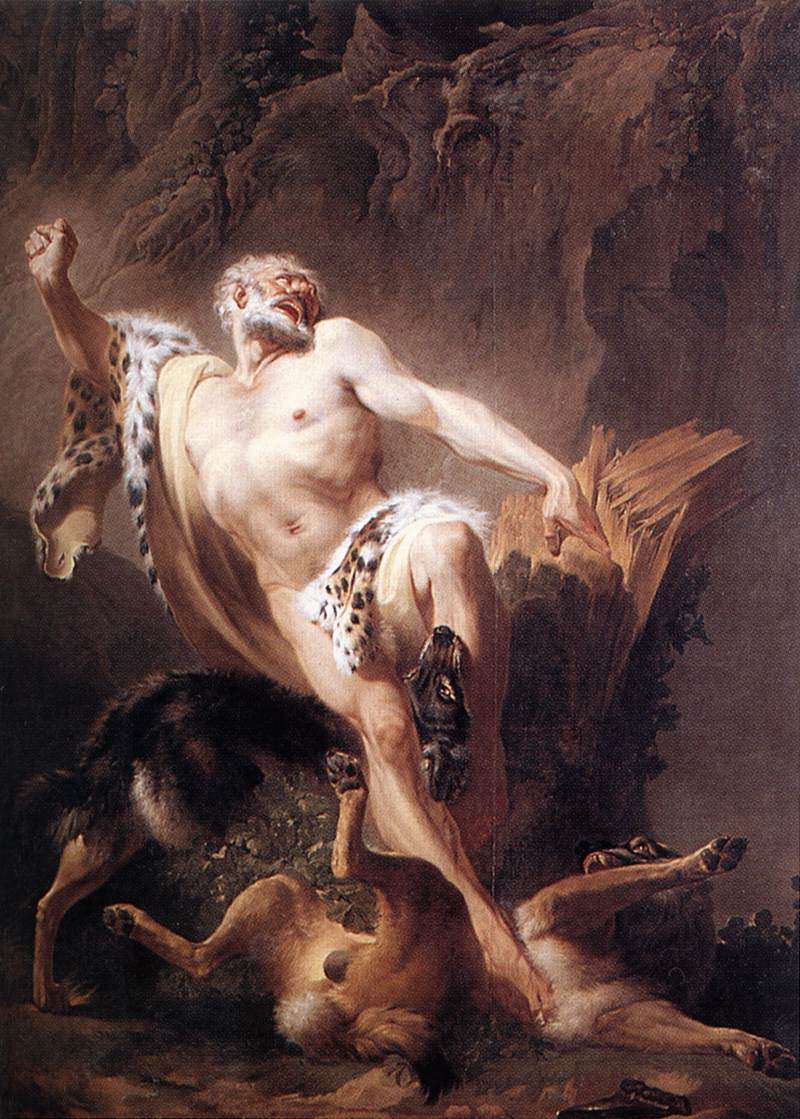
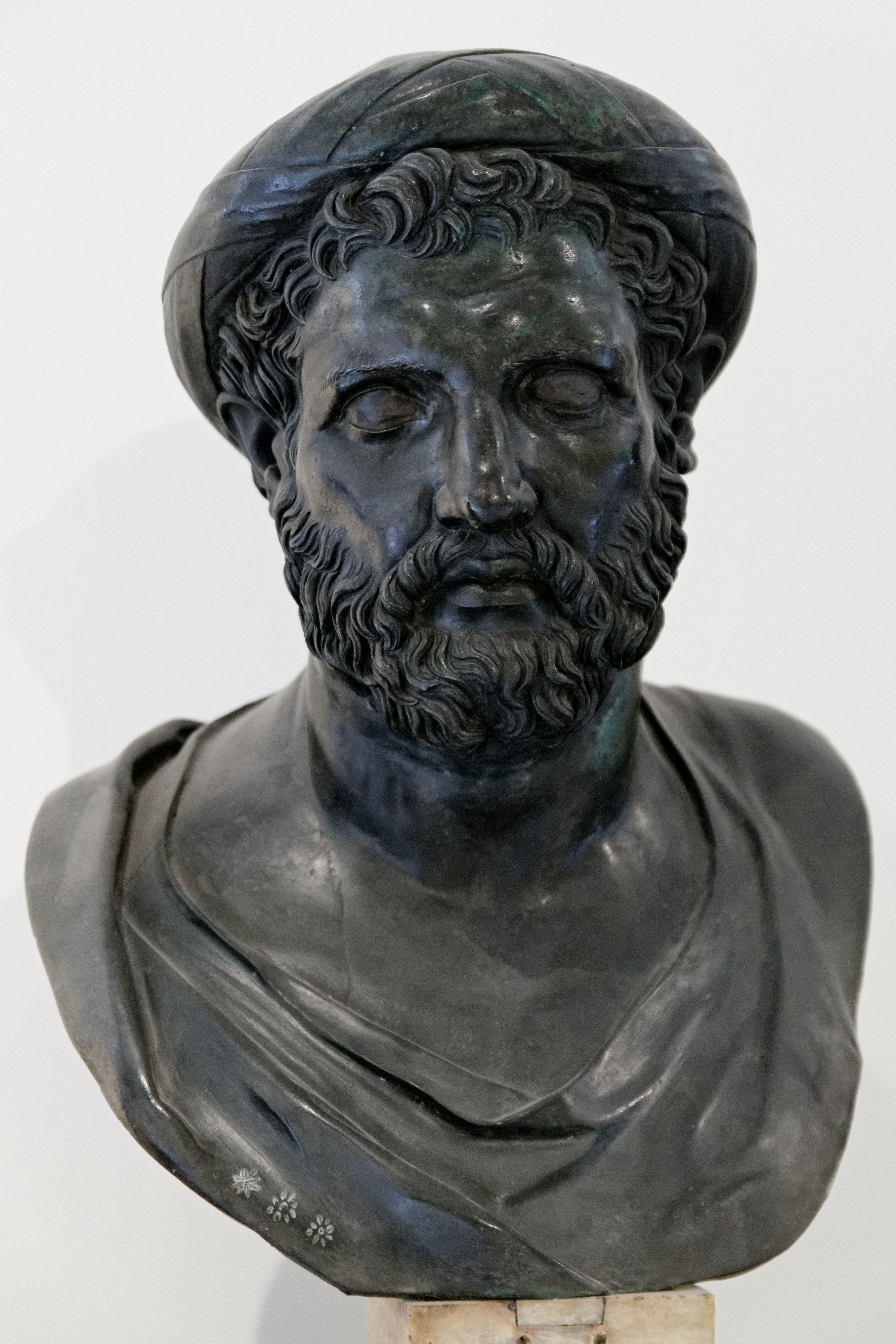
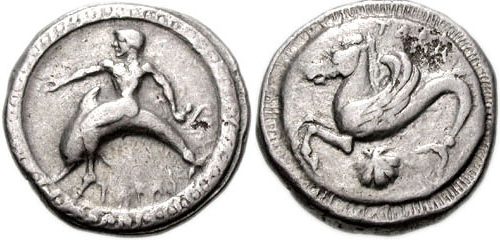